# Пейс, Ли
Ли Гри́ннер Пейс (англ. Lee Grinner Pace; род. 25 марта 1979, Чикашей, Оклахома, США) — американский актёр. Номинант на премии «Золотой глобус» и «Эмми». Наиболее известен по главным ролям в сериалах «Мёртвые до востребования» (2007—2009) и «Остановись и гори» (2014—2017), а также по ролям Трандуила в трилогии «Хоббит», Ронана Обвинителя в кинематографической вселенной Marvel и императора Клеона в сериале «Основание».

## Ранние годы
Пейс родился в Чикашее, штат Оклахома, в семье школьной учительницы Шарлотты Пейс (урождённой Клоклер) и инженера Джеймса Роя Пейса. В детстве он провёл несколько лет в Саудовской Аравии, где его отец работал в нефтедобывающей компании, затем семья переехала в Хьюстон (штат Техас). Здесь Пейс временно оставил учёбу в школе, чтобы участвовать в постановках хьюстонского театра Элли: «Паутина» (The Spider’s Web) и «Греки» (The Greeks). Затем в 1997 году он поступил в Джульярдскую школу драмы, где принял участие в постановке нескольких пьес: «Ромео и Джульетта» в роли Ромео, «Ричард III» в главной роли и «Юлий Цезарь» в роли Кассия. В «Джульярде» в разное время учились такие знаменитости, как Робин Уильямс, Кевин Спейси, Оскар Айзек, Джессика Честейн, Уильям Хёрт, Вэл Килмер, Элизабет Макговерн, Уэс Бентли и др. В школе Пейс был одноклассником актёров Энтони Маки и Трейси Томс. А среди выпускников Klein High School, которую окончил Ли Пейс, также певец Лайл Ловетт, актрисы Шерри Стрингфилд и Линн Коллинз, актёр Мэтт Бомер и олимпийская чемпионка Лора Уилкинсон.

## Карьера

### Театр
Окончив бакалавриат «Джульярда», Ли Пейс стал принимать участие во внебродвейских театральных постановках, включая «Холст Кредо» по пьесе Кита Бунина и «Четвёртая сестра». За роль в постановке «Маленькая трагедия» по пьесе Крейга Лукаса Пейс был номинирован на Премию имени Люсиль Лортел в категории «Лучший актёр». В 2006 году Пейс принял участие в постановке «Guardians» по пьесе Питера Морриса, что принесло ему вторую номинацию на Премию имени Люсиль Лортел в той же категории, что и ранее.
19 апреля 2011 года состоялся дебют Ли Пейса на Бродвее — в превью постановки «Обыкновенное сердце». 27 апреля последовала официальная премьера в Golden Theatre в Нью-Йорке. В общей сложности было отыграно 96 спектаклей «Обыкновенного сердца», последний выход актёров был 10 июля 2011 года. Всё это время Ли Пейс исполнял роль Брюса Нилса.
Пейс был выбран в качестве актёра на роль композитора Винченцо Беллини в постановку «Золотой век» по пьесе Луиса Норы. Превью-показы спектакля стартовали 15 ноября 2012 года. Официальный старт «Золотого века» по пьесе драматурга Терренса Макнолли состоялся 4 декабря 2012 года в Manhattan Theatre Club. Изначально, по плану превью-показы должны были начаться 13 ноября, но два спектакля были отменены из-за урагана Сэнди.
В настоящее время Ли Пейс исполняет роль Джо Питта в бродвейской постановке «Ангелы в Америке». Превью-показы начались в театре Нила Саймона 23 февраля 2018 года. Официально шоу открылось 25 марта 2018 года.

### Кино и телевидение
В 2003 году Пейс впервые получил признание за роль Кальпернии Аддамс в фильме «Солдатская девушка», сюжет которого основан на реальной истории отношений трансгендерной женщины и солдата Бэрри Уинчелла. За участие в этом фильме Пейс получил премию «Готэм» и был номинирован на несколько других наград, в том числе на «Золотой глобус».
В 2006 году Пейс сыграл в фильме «Дурная слава» в компании Тоби Джонса, Дэниела Крейга и Сандры Буллок. В том же году его можно было увидеть в картинах «Запределье» и «Ложное искушение» Роберта Де Ниро. В 2008 году Пейс исполнил эпизодическую роль в романтической комедии «Мисс Петтигрю» с Эми Адамс и Фрэнсис Макдорманд. За участие в сериале «Мёртвые до востребования» (2007—2009) Пейс был номинирован на премии Эмми и Золотой глобус. В 2009 году Ли Пейс сыграл в романтической драме «Одинокий мужчина» вместе с Колином Фертом, Джулианной Мур и Мэттью Гудом. В 2010 году актёра можно было увидеть в комедиях «Однажды в Риме» и «Мармадюк».
В 2012 году Ли Пейс исполнил роль короля лесных эльфов Лихолесья Трандуила в первой части кинотрилогии Питера Джексона «Хоббит: Нежданное путешествие». Позже он сыграет в продолжениях под названиями «Хоббит: Пустошь Смауга» и «Хоббит: Битва пяти воинств». В том же 2012 году Пейс сыграл в фильме «Сумерки. Сага: Рассвет — Часть 2», второй части экранизации романа Стефани Майер «Рассвет», а также в биографической драме «Линкольн» Стивена Спилберга с Дэниелом Дэй-Льюисом в главной роли. В 2014 году, помимо финальной части трилогии о хоббитах, Пейса можно было увидеть в фантастическом приключенческом фильме Marvel «Стражи Галактики» в роли Ронана Обвинителя. За игру в телесериале «Остановись и гори» (2014—2017) Пейс получил номинацию на премию Спутник, присуждаемую Международной пресс-академией.
В 2019 году Ли Пейса можно было увидеть в фильмах «Капитан Марвел» и «Тачка на миллион». В последнем актёр исполнил роль Джона Делореана, создателя легендарной «машины времени» DMC-12, ставшей культовой после выхода на экраны кинофраншизы «Назад в будущее». «Тачка на миллион» вышел на российские экраны 29 августа 2019 года.
Ли Пейс — один из трёх актёров, сыгравших в пяти фильмах подряд, каждый из которых заработал в американском прокате 100 млн $. Другие два актёра — Уилл Смит и Роберт Дауни мл.

## Личная жизнь
В интервью 2012 года Иэн Маккеллен, работавший с Пейсом над фильмами «Хоббит», назвал того геем. «Аутинг» Маккелена был описан прессой как ошибка и случайность, поскольку Пейс на тот момент не совершал каминг-аута. В феврале 2018 года Пейс сказал, что у него были отношения как с мужчинами, так и с женщинами, однако он сам не навешивает на себя никаких ярлыков. В июне того же года он совершил каминг-аут как квир. В августе 2022 года Пейс объявил, что состоит в браке с Мэттью Фоли, вице-президентом модного бренда Thom Browne, с которым находился в отношениях с 2017 года.

## Работы

### Кино
| Год  | Название на русском              | Оригинальное название                     | Роль                         | Примечания             |
| ---- | -------------------------------- | ----------------------------------------- | ---------------------------- | ---------------------- |
| 2005 | Белая графиня                    | White Countess                            | Крейн                        |                        |
| 2006 | Дурная слава                     | Infamous                                  | Ричард Хикок                 |                        |
| 2006 | Запределье                       | The Fall                                  | Рой Уолкер / «Чёрный бандит» |                        |
| 2006 | Ложное искушение                 | Good Shepherd                             | Ричард Хейс                  |                        |
| 2007 | Полярный человек                 | Polarbearman                              | N/A                          | Короткометражный фильм |
| 2008 | Мисс Петтигрю живёт одним днём   | Miss Pettigrew Lives For A Day            | Майкл Пардю                  |                        |
| 2009 | Одинокий мужчина                 | A Single Man                              | Грант                        |                        |
| 2009 | Фальшивка                        | Possession                                | Роман                        |                        |
| 2010 | Однажды в Риме                   | When In Rome                              | Брэди Сакс                   |                        |
| 2010 | Мармадюк                         | Marmaduke                                 | Фил Уинслоу                  |                        |
| 2010 | Свадьба                          | Ceremony                                  | Уит Кутелль                  |                        |
| 2011 | Ловушка                          | The Resident                              | Джек                         |                        |
| 2011 | 30 ударов                        | 30 Beats                                  | Мэтт                         |                        |
| 2012 | Сумерки. Сага: Рассвет — Часть 2 | Twilight Saga: Breaking Dawn, Part 2      | Гаррет                       |                        |
| 2012 | Линкольн                         | Lincoln                                   | Фернандо Вуд                 |                        |
| 2012 | Хоббит: Нежданное путешествие    | The Hobbit: An Unexpected Journey         | Трандуил                     |                        |
| 2013 | Хоббит: Пустошь Смауга           | The Hobbit: The Desolation Of Smaug       | Трандуил                     |                        |
| 2014 | Стражи Галактики                 | Guardians Of The Galaxy                   | Ронан Обвинитель             |                        |
| 2014 | Хоббит: Битва пяти воинств       | The Hobbit: The Battle of the Five Armies | Трандуил                     |                        |
| 2015 | Допинг                           | The Program                               | Билл Стейплтон               |                        |
| 2017 | Останься со мной                 | The Keeping Hours                         | Марк                         |                        |
| 2017 | Книга Генри                      | The Book of Henry                         | доктор Дэвид Дэниелс         |                        |
| 2017 | Восстание                        | Revolt                                    | Бо                           |                        |
| 2018 | Вечеринка только начинается      | The Party’s Just Beginning                | Дейл                         |                        |
| 2019 | Капитан Марвел                   | Captain Marvel                            | Ронан Обвинитель             |                        |
| 2019 | Тачка на миллион                 | Driven                                    | Джон Делореан                |                        |

### Телевидение
| Год       | Название на русском                 | Оригинальное название             | Роль                                 | Примечания                   |
| --------- | ----------------------------------- | --------------------------------- | ------------------------------------ | ---------------------------- |
| 1999      | Закон и порядок: Специальный корпус | Law & Order: Special Victims Unit | Бенджамин Такер                      | Эпизод: «Guilt»              |
| 2003      | Солдатская девушка                  | Soldier’s Girl                    | Кальперния Аддамс                    | Телевизионный фильм          |
| 2004      | Чудопад                             | Wonderfalls                       | Аарон Тайлер                         | Постоянная роль, 13 эпизодов |
| 2007—2009 | Мёртвые до востребования            | Pushing Daisies                   | Нед Никерсон                         | Постоянная роль, 22 эпизода  |
| 2014—2017 | Остановись и гори                   | Halt and Catch Fire               | Джо Макмиллан                        | Постоянная роль, 40 эпизодов |
| 2015      | Проект Минди                        | The Mindy Project                 | Алекс                                | Эпизод: «San Francisco Bae»  |
| 2015      | Робоцып                             | Robot Chicken                     | Генрих Гиммлер (озвучивание)         | Эпизод: «Zero Vegetables»    |
| 2021      | Основание                           | Foundation                        | Брат День, один из клонов Императора | Постоянная роль              |

### Театр
- Холст Кредо (2001) — Уинстон
- Четвёртая сестра (2002) — Костя, Лёня
- Маленькая трагедия (2004) — Хакия
- Guardians (2006) — English Boy
- Цикл «24 Hour Plays» (2010) — спектакль «The Bitch Downstairs»
- Обыкновенное сердце (2011) — Брюс Найлз
- Золотой век (2012) — Винченцо Беллини
- Ангелы в Америке (2018), Нью-Йорк, Бродвей — Джо Питт

## Награды и номинации
| Год  | Награда                        | Категория                                                                                  | Работа                   | Результат |
| ---- | ------------------------------ | ------------------------------------------------------------------------------------------ | ------------------------ | --------- |
| 2003 | Премия «Готэм»                 | Актёрский прорыв                                                                           | Солдатская девушка       | Победа    |
| 2004 | Премия имени Люсиль Лортел     | Лучшая мужская роль                                                                        | Маленькая трагедия       | Номинация |
| 2004 | Премия «Obie»                  | Лучшее исполнение                                                                          | Маленькая трагедия       | Победа    |
| 2004 | Премия «Золотой глобус»        | Лучшая мужская роль второго плана — мини-сериал, телесериал или телефильм                  | Солдатская девушка       | Номинация |
| 2004 | Премия «Спутник»               | Лучшая мужская роль — мини-сериал или телефильм                                            | Солдатская девушка       | Номинация |
| 2004 | Премия «Независимый дух»       | Лучшая мужская роль                                                                        | Солдатская девушка       | Номинация |
| 2007 | «Серебряный медведь»           | Выдающийся художественный вклад в развитие кино (совместно с остальным актёрским составом) | Ложное искушение         | Победа    |
| 2007 | Премия «Спутник»               | Лучшая мужская роль в телевизионном сериале — комедия или мюзикл                           | Мёртвые до востребования | Номинация |
| 2007 | Премия имени Люсиль Лортел     | Лучшая мужская роль                                                                        | Защитники                | Номинация |
| 2008 | Премия «Спутник»               | Лучшая мужская роль в телевизионном сериале — комедия или мюзикл                           | Мёртвые до востребования | Номинация |
| 2008 | Премия «Золотой глобус»        | Лучшая мужская роль в телевизионном сериале — комедия или мюзикл                           | Мёртвые до востребования | Номинация |
| 2008 | Прайм-тайм премия «Эмми»       | Лучший актёр в комедийном сериале                                                          | Мёртвые до востребования | Номинация |
| 2008 | Премия «Сатурн»                | Лучший актёр на телевидении                                                                | Мёртвые до востребования | Номинация |
| 2014 | Премия «Спутник»               | Лучшая мужская роль в телевизионном сериале — драма                                        | Остановись и гори        | Номинация |
| 2014 | Общество кинокритиков Финикса  | Лучший актёрский ансамбль                                                                  | Стражи Галактики         | Номинация |
| 2014 | Общество кинокритиков Невады   | Лучший актёрский ансамбль                                                                  | Стражи Галактики         | Номинация |
| 2015 | Общество кинокритиков Детройта | Лучший актёрский ансамбль                                                                  | Стражи Галактики         | Номинация |